# Gran Premio de Checoslovaquia de Motociclismo de 1971
El Gran Premio de Checoslovaquia de Motociclismo de 1971 fue la séptima prueba de la temporada 1971 del Campeonato Mundial de Motociclismo. El Gran Premio se disputó el 18 de julio de 1971 en el Circuito de Brno.

## Resultados 350cc
Giacomo Agostini dominó la carrera dominada por la lluvia hasta que un fallo en el encendido de su MV Agusta le obligó a retirarse. Esto permitió que Jarno Saarinen ganara la carrera. Paul Smart y Bohumil Staša (CZ 350 cc V4) lucharon por el segundo lugar, pero Smart acabó cediendo. Theo Bult ahora se coloca segundo en la batalla por el título mundial, que está claramente dominada por Agostini.
| Pos.    | Piloto              | Equipo    | Tiempo       | Pts. |
| ------- | ------------------- | --------- | ------------ | ---- |
| 1       | Jarno Saarinen      | Yamaha    | 1h 11' 13" 4 | 15   |
| 2       | Bohumil Staša       | ČZ        | +33" 1       | 12   |
| 3       | Theo Bult           | Yamsel    | +3' 28"      | 10   |
| 4       | Bosse Granath       | Yamaha    | +3' 46" 1    | 8    |
| 5       | János Reisz         | Aermacchi |              | 6    |
| 6       | Árpád Juhos         | Aermacchi | +3' 59" 9    | 5    |
| 7       | Adolf Ohligschläger | Yamaha    |              | 4    |
| 8       | Rudolf Duba         | ČZ        |              | 3    |
| 9       | Jirí Král           | ČZ        |              | 2    |
| 10      | Charlie Dobson      | Seeley    |              | 1    |
| 11      | Frank Perris        | Yamaha    | +1 Vuelta    |      |
| 12      | Bert Clark          | Suzuki    | +1 Vuelta    |      |
| 13      | Peter Baláž         | Jawa      | +2 Vueltas   |      |
| Ret     | Giacomo Agostini    | MV Agusta | Ret          |      |
| Ret     | Rodney Gould        | Yamaha    | Ret          |      |
| Ret     | Silvio Grassetti    | MZ-RE     | Ret          |      |
| Ret     | Frantisek Srna      | Jawa      | Ret          |      |
| Ret     | Paul Smart          | Yamaha    | Ret          |      |
| Ret     | László Szabó        | Yamaha    | Ret          |      |
| Ret     | Eman Quirenc        | Jawa      | Ret          |      |
| Ret     | Morgan Radberg      | Monark    | Ret          |      |
| Ret     | Milan Tynsky        | CZ        | Ret          |      |
| Fuente: |                     |           |              |      |

## Resultados 250cc
Durante el entrenamiento del cuarto de litro, Phil Read se rompió un omóplato y una clavícula, por lo que se pensó que le haría renunciar el título mundial. En la carrera, sin embargo, se convirtió en un asunto húngaro: János Drapál ganó y László Szabó quedó en segundo lugar. En tercer lugar pasó Jarno Saarinen, todos ellos con Yamaha.
| Pos. | Piloto               | Moto     | Tiempo    | Pts. |
| ---- | -------------------- | -------- | --------- | ---- |
| 1    | János Drapál         | Yamaha   | 57' 43" 5 | 15   |
| 2    | László Szabó         | Yamaha   | +39" 7    | 12   |
| 3    | Jarno Saarinen       | Yamaha   | +2' 01" 7 | 10   |
| 4    | Chas Mortimer        | Yamaha   | +3' 22" 6 | 8    |
| 5    | Bosse Granath        | Yamaha   | +3' 55" 5 | 6    |
| 6    | Heinz Schmied        | Yamaha   | +4' 00" 5 | 5    |
| 7    | Adolf Ohligschläger  | Yamaha   | +4'15"40  | 4    |
| 8    | Karl Auer            | Yamaha   | +4'15"60  | 3    |
| 9    | Dave Simmonds        | Kawasaki | +4'48"10  | 2    |
| 10   | František Srna       | Jawa     | +4'48"10  | 1    |
| 11   | Gyula Marsovszky     | Yamaha   |           |      |
| 12   | Bert Clark           | Yamaha   |           |      |
| 13   | Werner Pfirter       | Yamaha   |           |      |
| 14   | Eduardo Celso-Santos | Yamaha   |           |      |
| 15   | Jiri Kral            | CZ       |           |      |
| 16   | Dieter Braun         | Yamaha   |           |      |
| 17   | José Peón            | MZ RE    |           |      |
| 18   | Luis Celso Gianini   | Yamaha   |           |      |
| 19   | Bernd Tüngethal      | MZ       |           |      |
| 20   | Eman Quirenc         | Jawa     |           |      |
| DNS  | Phil Read            | Yamaha   | DNS       |      |

## Resultados 125cc
Después de su victoria en la carrera pasada pro agua de 50cc, Barry Sheene terminó tercero en 125cc por detrás del ganador Ángel Nieto y Börje Jansson. El español dejó que el sueco liderara toda la carrera para superarlo en la última vuelta y ganarlo por cinco décimas de diferencia.
| Pos. | Piloto             | Moto       | Tiempo    | Pts. |
| ---- | ------------------ | ---------- | --------- | ---- |
| 1    | Ángel Nieto        | Derbi      | 54' 00" 6 | 15   |
| 2    | Börje Jansson      | Maico      | +0" 5     | 12   |
| 3    | Barry Sheene       | Suzuki     | +1' 50" 7 | 10   |
| 4    | Dave Simmonds      | Kawasaki   | +2' 15" 3 | 8    |
| 5    | Jürgen Lenk        | MZ         |           | 6    |
| 6    | Hartmut Bischoff   | MZ         |           | 5    |
| 7    | Chas Mortimer      | Yamaha     |           | 4    |
| 8    | Ryszard Mankiewicz | MZ         |           | 3    |
| 9    | Aramis Brito       | MZ         |           | 2    |
| 10   | Lasse Johansson    | Maico      |           | 1    |
| 11   | Gert Bender        | Maico      |           |      |
| 12   | Luigi Rinaudo      | Aermacchi  |           |      |
| 13   | Dieter Braun       | Maico      |           |      |
| 14   | Heinz Schmid       | Maico      |           |      |
| 15   | Aalt Toersen       | Suzuki     |           |      |
| 16   | Bernd Kohler       | MZ-RE      |           |      |
| 17   | Janos Reisz        | MZ         |           |      |
| 18   | Friedhelm Kohlar   | MZ-RE      |           |      |
| 19   | Paul Gordillo      | MZ-RE      |           |      |
| 20   | Theo Louwes        | MZ-RE      |           |      |
| Ret  | Gilberto Parlotti  | Morbidelli | Ret       |      |

## Resultados 50cc
En la categoría de menor cilindrada, la criba de favoritos dejó el campo finito a Barry Sheene para llevarse la victoria. Ángel Nieto, Jan de Vries y Jos Schurgers tuvieron problemas con sus máquinas en medio de una lluvia torrencial.
| Pos. | Piloto             | Equipo     | Tiempo    | Pts. |
| ---- | ------------------ | ---------- | --------- | ---- |
| 1    | Barry Sheene       | Kreidler   | 46' 25" 4 | 15   |
| 2    | Herman Meijer      | Jamathi    | +2' 53" 2 | 12   |
| 3    | Hans Kroismayr     | Kreidler   | +3' 15" 3 | 10   |
| 4    | Luigi Rinaudo      | Tomos      |           | 8    |
| 5    | Zbyněk Havrda      | AHRA       |           | 6    |
| 6    | Michal Sobán       | Kreidler   |           | 5    |
| 7    | Bedřich Fendrich   | Tatran     |           | 4    |
| 8    | Ryszard Mankiewicz | Kreidler   |           | 3    |
| 9    | Hans-Jürgen Hummel | Kreidler   |           | 2    |
| 10   | Albert Bertholet   | Kreidler   |           | 1    |
| 11   | Jan de Vries       | Kreidler   |           |      |
| Ret  | Ángel Nieto        | Derbi      | Ret       |      |
| Ret  | Gilberto Parlotti  | Morbidelli | Ret       |      |
| Ret  | Aalt Toersen       | Jamathi    | Ret       |      |
| Ret  | Jos Schurgers      | Kreidler   | Ret       |      |